# Ålatjärnen (Sätila socken, Västergötland)
Ålatjärnen är en sjö i Marks kommun i Västergötland och ingår i Rolfsåns huvudavrinningsområde.